# 仁德天皇
仁德天皇（日语：／ Nintoku Tennō）為日本第16代天皇（仁德天皇元年1月3日 - 仁德天皇87年1月16日在位），有学者认为他就是《宋书·倭国传》所记载的倭王讚或倭王弥。在位期间重视农业，曾疏通难波的堀江，筑茨田堤，开和珥池。外交上积极与南朝刘宋通交，力图在朝鲜半岛扩大优势。其陵墓是日本最大古墓大仙陵古墳，长480米，宽305米，高30余米。他是菟道稚郎子让位后成为天皇。古事記記載他活了83歲。

## 名字
据《日本书纪》记载，传说仁德天皇出生时产房进了一只木菟（一种鸟），第二天其父应神天皇问武內宿禰是何祥瑞，武內说他老婆昨天生孩子的时候产房也进了一只鸟——鹪鹩，于是君臣二人决定交换鸟的名字各自给孩子起名，因此应神天皇的孩子就叫大鹪鹩（おほ さざき），而武內宿禰的孩子就叫木菟。有学者认为，这则传说中出现的“鹪鹩”、“木菟”以及仁德天皇陵墓名称中的“百舌鸟”，这些鸟名之间实际上存在某种联系。《古事记》中并无此传说，并将天皇名字写作大雀（おほ さざき），或以音记作佐邪岐（さざき）。
記紀二书又因其伟大功绩，称之为聖帝（ひじり の みかど）。又因仁德天皇即位后迁都难波高津宫，《万叶集》中称其为“难波天皇”。而“仁德”二字，据《釋日本紀》所引用的《日本书纪私记》记载，乃是生活在8世纪奈良时代的淡海三船选定的汉风谥号。现代习惯上将“大鹪鹩”称为和风谥号，但严格来讲并不是。

## 生平

### 即位前
記紀二书记载，应神十三年，娶日向國諸縣君牛諸井之女髪長媛（《古事记》以音记作髮長比賣）。应神天皇驾崩前一年，曾召集大山守皇子和大鹪鹩皇子，询问他们更爱长子还是幼子。大山守回答说长子，天皇不悦；大鹪鹩察觉到后回答说：“长子已成人，所以不用担心；但是幼子还没成年，所以更应怜爱。”天皇听了很高兴，便立幼子菟道稚郎子为太子。但应神天皇驾崩后，太子与大鹪鹩便开始互让皇位，而大山守便趁机起兵夺取皇位，被大鹪鹩发现后通告了太子，于是太子设兵埋伏，将大山守淹死于河中。此后二人继续互让皇位，以至皇位悬空三年。期间有海人来进贡海产品，由于二人都声称自己不是天皇拒收贡品，海人只得不断在太子宇治的宫殿和大鹪鹩尊在难波的宫殿之间往返。最后太子决定通过自尽的方式让兄长大鹪鹩即位。

### 施政
仁德天皇即位后，便迁都难波高津宫。四年，天皇登高远望，发现连畿内的人家都炊烟不起，看到百姓贫穷如是，便下令免除税负徭役三年，自己的宫室毁坏也不进行修缮。三年后，天皇再次登高远望，发现家家户户都升起了炊烟。而后诸国申请重新征税征徭役，但天皇还是将免税役的政策又延续了三年，直到仁德十年才开始重新征税发徭役。于是百姓都十分积极，很快就将毁坏的宫室修缮一新。

### 婚姻家庭
仁德二年春，迎娶武內宿禰之孙女、葛城襲津彦之女磐之媛命（《古事记》以音记作石之日賣命）为皇后，此后以难波为根据地的天皇和控制大和的葛城氏成为重要的同盟。
子女
- 皇后（前）：磐之媛命（石之日賣命。葛城襲津彦女）
  - 大兄去来穗別尊（履中天皇）
  - 住吉仲皇子（墨江之中津王）
  - 瑞歯別尊（反正天皇）
  - 雄朝津間稚子宿禰尊（允恭天皇）
- 皇后（後）：八田皇女（矢田皇女。應神天皇皇女）
- 妃：日向髮長媛（諸縣君牛諸井之女）
  - 大草香皇子（大日下王・波多毘能大郎子）
  - 幡梭皇女（橘姫皇女・若日下部命）　先爲履中天皇皇后，後爲雄略天皇皇后
- 妃：宇遲之若郎女（菟道稚郎姫皇女。應神天皇皇女）
- 妃：黒日賣（吉備海部直女）